# Mike, Somogy
Mike  este un sat în districtul Kaposvár, județul Somogy, Ungaria, având o populație de 661 de locuitori (2011). 

## Demografie
Componența etnică a satului Mike
     Maghiari (91,15%)
     Romi (7,38%)
     Germani (1,48%)
Componența confesională a satului Mike
     Fără religie (7,56%)
     Reformați (2,27%)
     Necunoscută (90,17%)
Conform recensământului din 2011, satul Mike avea 661 de locuitori. Din punct de vedere etnic, majoritatea locuitorilor (91,15%) erau maghiari, existând și minorități de romi (7,38%) și germani (1,48%). Nu există o religie majoritară, locuitorii fiind persoane fără religie (7,56%) și reformați (2,27%). Pentru 90,17% din locuitori nu este cunoscută apartenența confesională.